# Arturo Pavón Cruz
Arturo Pavón Cruz (Arahal, 3 de noviembre de 1882 – Sevilla, 31 de diciembre de 1959) fue un cantaor gitano de flamenco. Su nombre real era José Ángel Pavón Cruz.

## Biografía
Nació en el seno de una familia gitana de tradición cantaora, era el hermano mayor de La Niña de los Peines y de Tomás Pavón. su padre fue el también cantaor Francisco Pavón Cruz, conocido como "El Paiti", natural de El Viso del Alcor, y su madre fue Pastora Cruz natural de Arahal. Su hijo Arturo Pavón Sánchez fue un pianista flamenco y compositor, casado con Luisa Ortega (hija de Manolo Caracol).
Arturo Pavón Cruz pasó sus primeros años de infancia en la localidad de Arahal (provincia de Sevilla). A la edad de 7 años, se traslada con su familia a vivir a Sevilla en la calle Leoncillos, (cerca de la Puerta Osario). Comenzó a destacar en el cante muy joven, siendo considerado en su momento un niño prodigio y con una voz virtuosa. No obstante su adolescencia moduló su voz, restándole aplomo a su cante, al contrario que sus hermanos Tomás Pavón y Pastora María Pavón La Niña de los Peines, figuras universales del flamenco. De joven se trasladó a trabajar a Cádiz, allí desempeñó labores como herrero y por las noches actuaba en cafés y fiestas privadas. En esos ambientes contactó con cantaores de raíces muy profundas. Desarrolló una trayectoria artística en reuniones de cabales, exhibiendo sus facultades, principalmente, en los cantes de fragua. A lo largo de su vida profesional está considerado como un gran conocedor de los cantes antiguos y el primer maestro de sus hermanos.
En su cante destacaba su pureza y en su repertorio incluía unos conocimientos asombrosos de los palos más duros del flamenco. Era un estudioso investigador de rescatar cantes casi olvidados. Era un auténtico maestro de las tonás gitanas (sobre todo en martinetes, deblas y carceleras). También se le identifica con las seguiriyas (palo que dominaba a la perfección). Como episodio destacado, Pepe Marchena confesó en una entrevista que una noche asistió a un duelo martinetero entre Arturo Pavón y el cantaor jerezano Antonio Chacón, en Madrid, de más de dos horas, y que ninguno de los dos repitió un solo estilo.
Falleció el 31 de diciembre de 1959 a causa de arterioesclerosis, a la edad de 79 años, Sus restos mortales fueron enterrados en el panteón familiar del Cementerio de San Fernando de Sevilla. Dicho panteón está situado al lado de Juan Belmonte y enfrente de Gitanillo de Triana, cerca de donde también descansan El Espartero y Joselito el Gallo.

## Composiciones
Arturo Pavón tuvo también cierta habilitad para las composiciones flamencas, pero jamás pensó en la posibilidad de registrar sus obras en la Sociedad General de Autores, aunque finalmente registró alguna de sus obras ante presiones de amigos y familiares.
Registrado a su nombre, aparecen únicamente dos obras: "A la Orilla de tu Boca" (unos tientos interpretados por su hermana Pastora) y "Le Rezo a mi Compañera", esta última unas Malagueñas del Mellizo que él mismo acuñó, y que su consuegro Manolo Caracol grabó como tientos en el último disco que editó (Mis Bodas de Oro con el Cante).